# انقلاب سوریه
انقلاب سوریه، که با عنوان انقلاب کرامت سوریه یا انتفاضه سوریه نیز شناخته می‌شود، مجموعه‌ای از تظاهرات گسترده و خیزش‌های غیرنظامی در سراسر سوریه از فوریه ۲۰۱۱ تا دسامبر ۲۰۲۴ بود که به عنوان بخشی از جنبش بزرگ بهار عربی اول و دوم در جهان عرب، به‌شمار می‌رفت. این اعتراضات، در ابتدا توسط رژیم بشار اسد، به شدت و با خشونت، سرکوب و اندکی بعد منجر به جنگ داخلی و مداخله‌های خارجی شد. این انقلاب، در نهایت پس از ۱۳ سال، با سقوط رژیم اسد در پی حملات ۲۰۲۴ اپوزیسیون سوریه، به پیروزی رسید.
این خیزش، با تظاهرات گستردهٔ مخالفان ضددولتی علیه دولت بعث به رهبری بشار اسد آغاز شد و با برخورد خشونت‌آمیز پلیس و ارتش، دستگیری‌های گسترده و سرکوب وحشیانه و صدها کشته و هزاران زخمی مواجه شد. علی‌رغم تلاش بشار اسد برای توقف تظاهرات با سرکوب گسترده و استفاده از سانسور از یک سو و اعطای امتیازات از سوی دیگر، اوضاع از کنترل او خارج شد و حکومت او از ماه آوریل، نیروهای سرکوب‌گر بسیاری را برای مقابله با اعتراضات، به خیابان‌ها فرستاد.
مرحلهٔ خیزش مدنی مردم سوریه، منجر به ظهور جنبش‌های اپوزیسیون شبه‌نظامی و جدایی‌های گسترده از نیروهای مسلح سوریه شد که به تدریج درگیری را از یک خیزش داخلی به یک شورش مسلحانه و سپس یک جنگ داخلی تمام‌عیار تبدیل کرد. ارتش آزاد سوریه در ۲۹ ژوئیهٔ ۲۰۱۱ ایجاد شد که نشان‌دهندهٔ گذار از اعتراضات مدنی به شورش مسلحانه بود.
اعتراضات گسترده و سرکوب خشونت‌آمیز مخالفان، منجر به محکومیت اقدامات حکومت اسد و حمایت بین‌المللی از معترضان شد. با پیشرفت درگیری‌ها تا نوامبر ۲۰۱۱، اعتراضات علیه دولت، با ۲۳ کشته و حضور صدها هزار معترض، گسترده‌تر شد. سرکوب گستردهٔ مردم سوریه، باعث خشم معترضان، به‌ویژه در شمال و غرب سوریه شد و اعتراضات و شورش‌ها توسط دانشجویان و جوانان با وجود سرکوب، ادامه یافت.
اعتراضات جزئی که خواستار اصلاحات دولتی بودند از ژانویهٔ ۲۰۱۱ آغاز شد و تا مارس ادامه یافت. در این زمان، تظاهرات گسترده‌ای در قاهره علیه حسنی مبارک رئیس‌جمهور مصر نیز در جریان بود.

## خیزش مدنی (مارس تا ژوئیه ۲۰۱۱)

### ناآرامی‌های مارس ۲۰۱۱

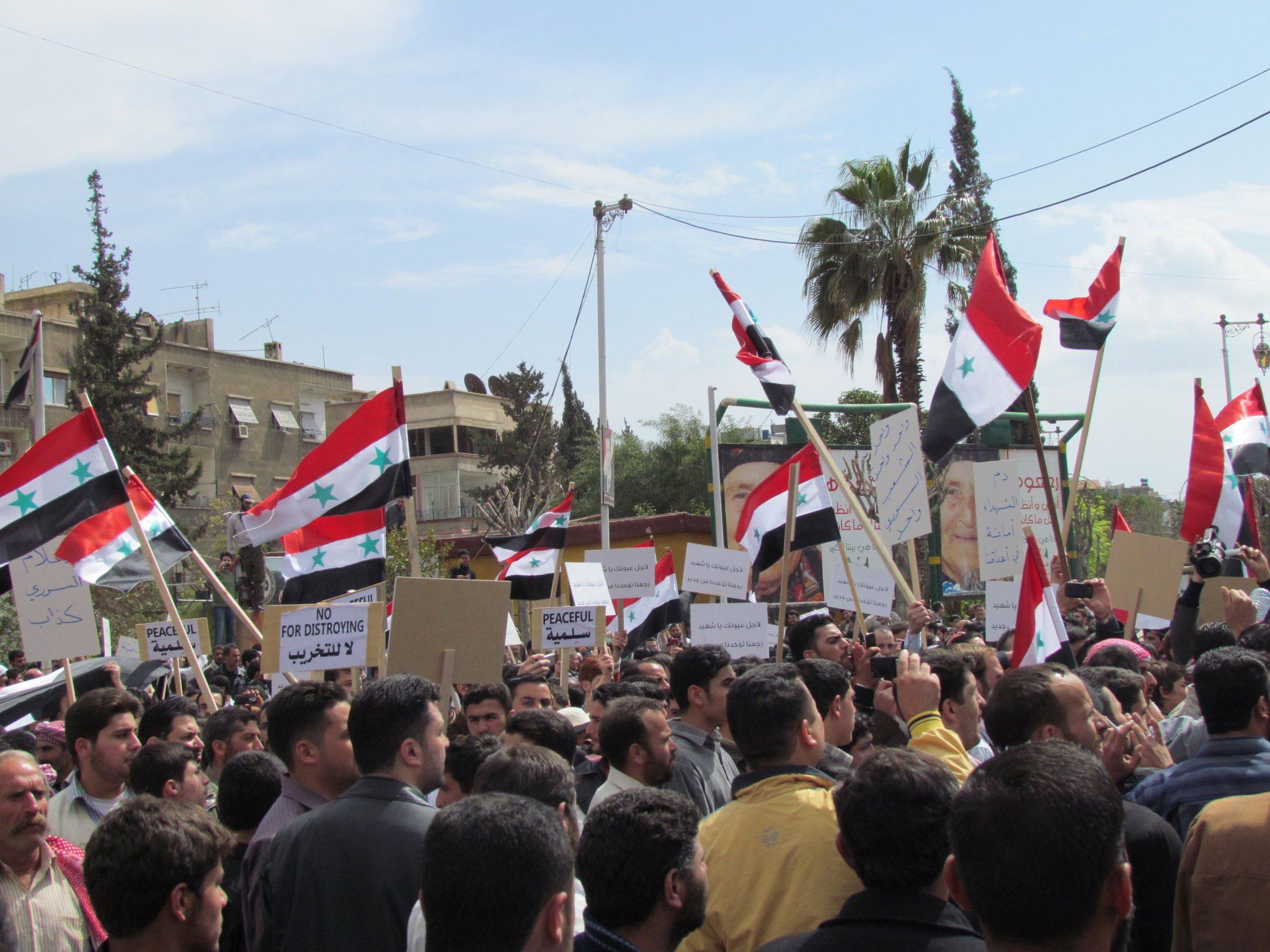
تظاهرات در دوما، حومهٔ دمشق، علیه دولت اسد در ۸ آوریل ۲۰۱۱.

ناآرامی‌ها در شهر جنوبی درعا، که گاهی «مهد انقلاب» نامیده می‌شود، در ۶ مارس با حبس و شکنجهٔ ۱۵ دانش‌آموز از خانواده‌های سرشناس آغاز شد. این دانش‌آموزان به‌دلیل ترسیم گرافیتی‌های ضددولتی در شهر درعا، دستگیر شده بودند. تظاهرات مردم درعا با سر دادن شعار: "الشعب یرید إسقاط النظام" ''(مردم، خواهان سرنگونی نظام)'' شعار مرسوم معترضان بهار عربی آغاز شد. در پی هجوم نیروهای پلیس به مردم درعا، چهار نفر کشته شدند.
در ۲۰ مارس، گروهی از مردم، مقر حزب بعث و سایر ساختمان‌های عمومی را به آتش کشیدند. نیروهای امنیتی به سرعت پاسخ دادند و گلوله‌های جنگی را به سمت جمعیت شلیک کردند و به نقاط کانونی تظاهرات، حمله کردند. این حملهٔ دو روزه منجر به کشته شدن هفت افسر پلیس و پانزده معترض شد.
در همین حال، اعتراضات جزئی در سایر نقاط سوریه رخ داد. معترضان، خواستار آزادی زندانیان سیاسی، لغو قانون ''وضعیت'' اضطراری ۴۸ سالهٔ سوریه، آزادی‌های بیشتر و پایان دادن به فساد فراگیر دولتی شدند. این وقایع منجر به «جمعهٔ کرامت» در ۱۸ مارس شد که در آن تظاهرات گسترده در چندین شهر از جمله بانیاس، دمشق، حسکه، درعا، دیر الزور و حمات آغاز شد. پلیس با گاز اشک‌آور، ماشین‌های آب‌پاش و ضرب و شتم، به اعتراضات پاسخ داد که حداقل ۶ نفر کشته و تعداد زیادی زخمی شدند.
در ۲۵ مارس، با حضور تظاهرکنندگان پس از نماز جمعه، اعتراضاتی گسترده در سراسر سوریه گسترش یافت. گفته می‌شود دست کم ۲۰ معترض توسط نیروهای امنیتی کشته شدند. اعتراضات، متعاقباً به شهرهای دیگر سوریه از جمله حمص، حمات، بانیاس، جاسم، حلب، دمشق و لاذقیه گسترش یافت. در مجموع، بیش از ۷۰ معترض، کشته شدند.

### سرکوب
حتی پیش از شروع قیام، دولت سوریه چندین ناراضی سیاسی و فعال حقوق بشر را دستگیر کرده بود که از بسیاری از آن‌ها توسط حکومت اسد با عنوان تروریست نام برده می‌شد. در اوایل فوریه ی۲۰۱۱، مقامات سوریه چندین فعال از جمله رهبران سیاسی، غسان نجار، عباس عباس و عدنان مصطفی را دستگیر کردند.
پلیس و نیروهای امنیتی با استفاده از ماشین‌های آب‌پاش و گاز اشک‌آور و همچنین ضرب و شتم فیزیکی معترضان و شلیک گلوله‌های جنگی به اعتراضات پاسخ دادند.
به گفته وکلا و فعالان در سوریه و گروه‌های حقوق بشر، با شروع قیام، دولت سوریه دستگیری‌هایی گسترده را به راه انداخت و ده‌ها هزار نفر از معترضان را اسیر کرد. در پاسخ به این قیام، قانون سوریه تغییر کرد تا به پلیس و هر یک از ۱۸ نیروی امنیتی کشور اجازه دهد یک مظنون را به مدت هشت روز بدون حکم، بازداشت کنند. با بسیاری از بازداشت‌شدگان بدرفتاری شد و بسیاری از زندانیان در اتاق‌های تنگ محبوس بودند و منابع محدودی در اختیار آن‌ها قرار می‌گرفت و برخی نیز مورد شکنجه، ضرب و شتم و شوک الکتریکی قرار گرفتند. مکان حداقل ۲۷ مرکز شکنجه که توسط سازمان‌های اطلاعاتی سوریه اداره می‌شد توسط دیده‌بان حقوق بشر در ۳ ژوئیهٔ ۲۰۱۲ افشا شد.
بشار اسد، مخالفان خود را با عنوان گروه‌های تروریستی مسلح با انگیزه‌های افراطی ''تکفیری'' اسلام‌گرا توصیف کرد و خود را آخرین تضمین برای یک شکل حکومت سکولار معرفی کرد. در اوایل ماه آوریل، استقرار گستردهٔ نیروهای امنیتی از تحصن مردم و چادر زدن آن‌ها در لاذقیه جلوگیری کرد. برای جلوگیری از گسترش اعتراضات، چندین
شهر، محاصره شدند اما با وجود سرکوب‌ها، اعتراضات گسترده در طول ماه، در درعا، بانیاس، قامشلی، حمص، دوما و حرستا ادامه یافت.

### اصلاحات

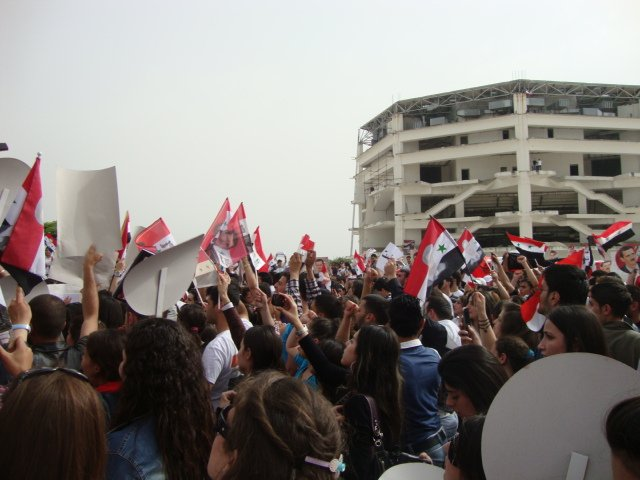
تظاهرات طرفداران دولت در دانشگاه تشرین، لاذقیه در ۲۳ مه ۲۰۱۱.

در ماه‌های مارس و آوریل، دولت سوریه ب امید کاهش ناآرامی‌ها، اصلاحات سیاسی و تغییر سیاست‌ها را پیشنهاد کرد. مقامات، مدت دورهٔ سربازی اجباری ارتش را کاهش داده و در تلاش برای نشان دادن عزم خود برای کاهش فساد، فرماندار درعا را برکنار کردند. دولت اعلام کرد که زندانیان سیاسی را آزاد می‌کند، مالیات‌ها را کاهش می‌دهد، حقوق کارکنان بخش دولتی را افزایش می‌دهد، آزادی مطبوعات را بیشتر می‌کند و فرصت‌های شغلی را افزایش می‌دهد اما بسیاری از اصلاحات اعلام‌شده هرگز اجرا نشدند.
حکومت اسد که تحت سلطهٔ فرقهٔ علویان بود، وعدهٔ اعطای امتیازاتی به اکثریت سنی و برخی از اقلیت‌های دینی داد. مقامات، ممنوعیتی را که معلمان را از پوشیدن روبنده محدود می‌کرد لغو کردند و تنها کازینوی سوریه را تعطیل کردند. دولت همچنین به هزاران کرد سوری که قبلاً «خارجی» نامیده می‌شدند، شهروندی اعطا کرد. با الگو گرفتن از بحرین، دولت سوریه در ماه ژوئیه، یک گفتگوی ملی دو روزه برگزار کرد تا از این بحران بکاهد. این گفتگو، فرصتی برای بحث در مورد اصلاحات دموکراتیک و سایر موضوعات بود، با این‌حال بسیاری از رهبران مخالف و معترض، به‌دلیل ادامهٔ سرکوب معترضان در خیابان‌ها، از شرکت در آن خودداری کردند.
درخواست مردمی معترضان، پایان دادن به قانون ''وضعیت اضطراری'' کشور بود که برای نزدیک به ۵۰ سال اجرا شده بود. قانون وضعیت اضطراری برای توجیه دستگیری‌ها و بازداشت‌های خودسرانه و ممنوعیت مخالفان سیاسی وضع شده بود. پس از هفته‌ها بحث، اسد فرمانی را در ۲۱ آوریل امضا کرد که به موجب آن، وضعیت فوق‌العاده در سوریه لغو شد. با این‌حال، اعتراضات ضددولتی تا ماه آوریل ادامه یافت و فعالان، از وعده‌های مبهم اصلاحات اسد ناراضی بودند.

### عملیات نظامی

#### آوریل ۲۰۱۱

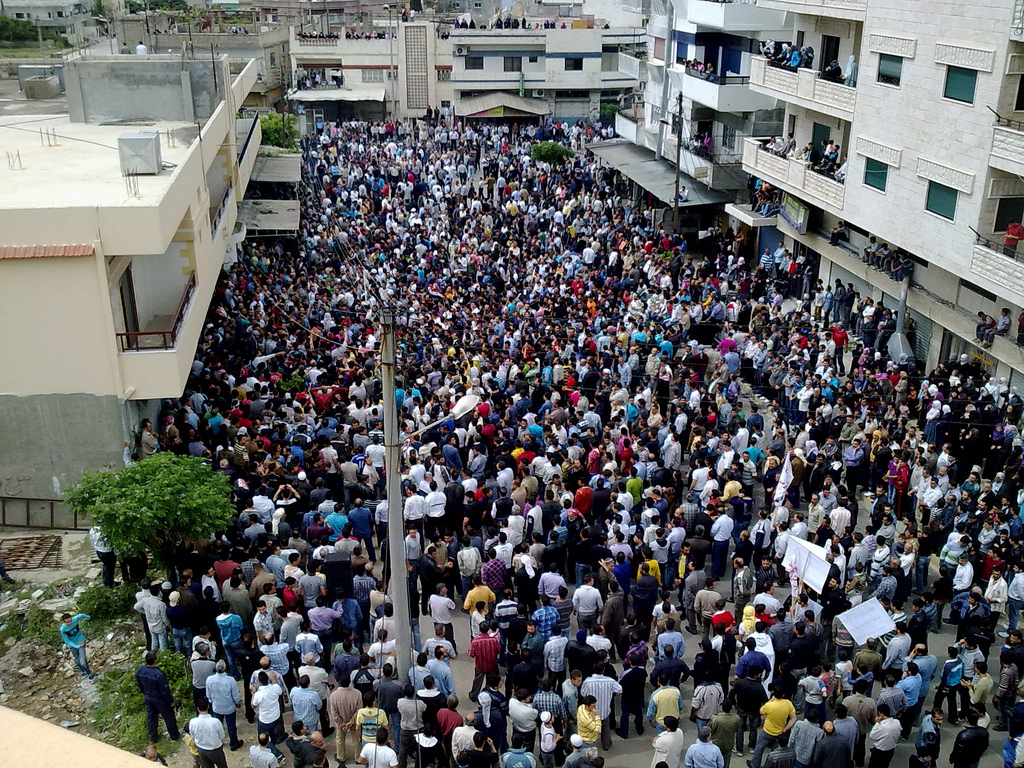
تظاهرات مخالفان در بانیاس در ۲۹ آوریل ۲۰۱۱

با ادامهٔ ناآرامی‌ها، دولت سوریه عملیات نظامی بزرگی را برای سرکوب مردم سوریه آغاز کرد که نشان‌دهندهٔ مرحله جدیدی در این خیزش بود. در ۲۵ آوریل، درعا، که به کانون خیزش تبدیل شده بود، یکی از نخستین شهرهایی بود که توسط ارتش سوریه محاصره شد. برآورد می‌شود که در این حمله، صدها تا ۶٬۰۰۰ سرباز با گلوله‌های جنگی به‌سوی تظاهرکنندگان آتش گشوده و خانه به خانه به جست و جوی معترضان پرداخته و صدها نفر را سلاخی کردند. برای نخستین بار، از تانک‌ها علیه تظاهرکنندگان استفاده شد و تک‌تیراندازها در پشت‌بام مساجد موضع گرفتند. مساجد مورد استفاده، به‌عنوان مقر تظاهرکنندگان و سازمان‌دهندگان، مورد هدف قرار گرفتند.
نیروهای امنیتی شروع به قطع خطوط آب، برق، تلفن و مصادرهٔ آرد و مواد غذایی کردند. درگیری بین ارتش و نیروهای مخالف، که شامل معترضان مسلح و سربازان جداشده بود، منجر به کشته شدن صدها نفر شد. در ۵ مه، بیشتر اعتراضات سرکوب شد و ارتش شروع به خروج از درعا کرد و تعدادی از نیروها برای کنترل اوضاع، باقی ماندند.

#### مه ۲۰۱۱
در جریان سرکوب در درعا، ارتش سوریه چندین شهر در اطراف دمشق را نیز محاصره کرد. در ماه مه، موقعیت‌هایی مشابه آنچه در درعا رخ داد، در دیگر شهرها مانند بانیاس، حمص، تلکلخ، لاذقیه و چندین شهر دیگر گزارش شد. تا ۲۴ مه ۲۰۱۱، اسامی ۱٬۰۶۲ نفر که در این خیزش کشته شدند توسط سازمان ملی حقوق بشر در سوریه منتشر شد.

#### ژوئن–ژوئیه ۲۰۱۱
با پیشرفت خیزش، مبارزان مخالف مجهزتر و سازمان‌یافته‌تر شدند. تا سپتامبر ۲۰۱۱ دو افسر ارشد نظامی و امنیتی به مخالفان پیوستند. برخی از تحلیلگران معتقدند که این جدایی‌ها نشانه‌هایی از تضعیف حلقهٔ درونی حکومت اسد است.
نخستین مقابلهٔ مسلحانه بین نیروهای دولتی و مخالفان، در ۴ ژوئن ۲۰۱۱ در جسرالشغور، شهری در نزدیکی مرز ترکیه در استان ادلب رخ داد. معترضان خشمگین، ساختمانی را که در آن نیروهای امنیتی به افراد حاضر در یک تشییع جنازه تیراندازی کرده بودند، آتش زدند. در جریان آتش‌سوزی، تظاهرکنندگان، کنترل یک ایستگاه پلیس را به‌دست گرفتند و اسلحه‌ها را ضبط کردند و هشت افسر امنیتی جان باختند. درگیری بین معترضان و نیروهای امنیتی در روزهای بعد ادامه یافت.
پس از آن‌که پلیس مخفی و مأموران اطلاعاتی، سربازانی را که از کشتن غیرنظامیان خودداری می‌کردند، اعدام کردند، گروهی از نیروهای نظامی و امنیتی به مخالفان پیوستند. در ۶ ژوئن، شبه‌نظامیان سنی و جداشدگان ارتش به گروهی از نیروهای امنیتی که به سمت شهر می‌رفتند حمله کردند که با ضدحملهٔ بزرگ نیروهای دولتی مواجه شد. شورشیان و فراریان به همراه ۱۰٬۰۰۰ ساکن شهر، از ترس وقوع یک کشتار، از مرز، به ترکیه گریختند.
در ژوئن و ژوئیهٔ ۲۰۱۱، با گسترش عملیات نیروهای دولتی، شلیک مکرر به معترضان، استفاده از تانک علیه تظاهرات، و دستگیری، اعتراضات ادامه یافت. شهرهای الرستن و تلبیسه و معره نعمان در اوایل ژوئن محاصره شدند. در ۳۰ ژوئن، تظاهرات بزرگی علیه دولت اسد در حلب، بزرگ‌ترین شهر سوریه، آغاز شد. در ۳ ژوئیه، دو روز پس از این‌که شهر، شاهد بزرگ‌ترین تظاهرات علیه بشار اسد بود، تانک‌های سوری در حمات مستقر شدند.
در طول شش ماه نخست قیام، ساکنان دو شهر بزرگ سوریه، دمشق و حلب، عمدتاً در تظاهرات ضددولتی دخالتی نداشتند. میدان‌های مرکزی این دو شهر، شاهد تظاهرات صدها هزار نفری در حمایت از اسد و حکومت او بود.

#### اکتبر ۲۰۱۱ - ژوئن ۲۰۱۲
در اکتبر ۲۰۱۱، چها روز تظاهرات ضددولتی منجر به ضرب و شتم و درگیری در سراسر کشور شد. کارگران، کارمندان، بازنشستگان، دهقان‌ها، کشاورزان، دانشجوها و دستفروش‌ها هر روز در این جنبش شرکت می‌کردند. در جریان اعتراضات در حلب در ماه مه ۲۰۱۲، پلیس با شلیک گاز اشک‌آور و تیر جنگی به بازنشستگان حمله کرد. در تظاهرات کشاورزان و کارگران در رقه در ماه‌های ژانویه تا آوریل، ۲۱ نفر کشته شدند و صدها تظاهرات خیابانی تا زمان یورش به دانشگاه‌ها در سپتامبر ۲۰۱۲ ادامه یافت.

## پیامدها
در ۲۹ ژوئیه، گروهی از افسران جدا شده، از تشکیل ارتش آزاد سوریه (FSA) خبر دادند. این ارتش، متشکل از پرسنل جداشده از نیروهای مسلح سوریه، به‌دنبال برکناری بشار اسد و دولت او از قدرت است. در ۲۳ اوت، شورای ملی سوریه به‌عنوان همتای سیاسی FSA تشکیل شد.

## پوشش رسانه‌ای
گزارش این درگیری از همان ابتدا دشوار و خطرناک بود. روزنامه‌نگارها مورد حمله، بازداشت، شکنجه و قتل و ترور قرار گرفتند. امکانات ارتباطی نظیر اینترنت و تلفن، توسط حکومت سوریه مختل شد.